# Marfa Girl 2
Marfa Girl 2 è un film del 2018 diretto da Larry Clark ed è il sequel del suo film Marfa Girl.

## Trama
Vittima di una violenza sessuale, una giovane madre di Marfa, nel Texas, cerca di riprendersi con l'aiuto della sua famiglia.